# Трента
Трента (итал. Trenta) — коммуна в Италии, располагается в регионе Калабрия, подчиняется административному центру Козенца.
Население составляет 2616 человек, плотность населения составляет 654 чел./км². Занимает площадь 4 км². Почтовый индекс — 87050. Телефонный код — 0984.
В коммуне в последнюю субботу августа особо празднуется Успение Пресвятой Богородицы.
Соседние коммуны: Козенца, Казоле-Брузио, Ровито.